# 巴青乡
巴青乡，是中华人民共和国西藏自治区那曲市巴青县下辖的一个乡镇级行政单位。

## 行政区划
巴青乡下辖以下地区：
尤庆村、江亭贡村、曲丹卡村、杂隆塘村、秀直玛村、达杂囊村、吉中卡村、巴索过村和改恰卡村。